# Joseph Priestley
Joseph Priestley (Birstall, 13 marzo 1733 – Northumberland, 6 febbraio 1804) è stato un chimico e filosofo inglese.

## Biografia

### L'infanzia
Figlio di un fabbricante di tessuti, per le precarie condizioni economiche della famiglia, fu affidato in tenera età alle cure di una zia paterna. Già dall'età di 4 anni conosceva a memoria tutte le domande e le risposte del catechismo, dimostrando così di possedere un'intelligenza non comune.
Rimase orfano di madre a nove anni.

### La giovinezza
Ancora ragazzo studiò il latino, il greco, l'ebraico, il tedesco, il francese, l'italiano ed antichi idiomi mediorientali, utili per l'acquisto di materie prime dall'oriente, funzionali all'attività paterna. Divenne presto professore di lingue. Compì gli studi nel seminario calvinista di Daventry e svolse il proprio ministero in vari centri dell'Inghilterra unendo agli studi teologici e filosofici un vivo interesse per le scienze sperimentali anche come autodidatta.
Per alcuni anni si guadagnò da vivere come libero predicatore in contrasto con la Chiesa ufficiale inglese poiché non credeva nella Trinità; per questa attività patì varie traversie. Nel 1755 è pastore nella piccola parrocchia di Needham Market e lì scrisse “La dottrina biblica del perdono”. Nel 1758 si trasferì a Nantwich e nel 1761 divenne insegnante alla Warrington Academy, nel Lancashire. Ordinato prete nel 1762, si sposò lo stesso anno con Mary Wilkinson. Nel 1765 la sua “A Chart of Biography” gli fece ottenere il dottorato in legge presso l'università di Edimburgo.

### Il suo pensiero
Alunno di David Hartley, sul piano speculativo contribuì allo sviluppo dell'empirismo lockiano. Di origine lockiana, sebbene elaborata in senso materialistico e deterministico, è infatti la dottrina del nesso tra fenomeni psichici e fenomeni fisici, affermata da Priestley nelle Disquisitions Relating to Matter and Spirit (Disquisizioni sulla materia e sullo spirito; 1777).
Ne deriva che la psicologia si assimila alla fisiologia e, in generale, ad essere essenzialmente una psicologia associazionistica, della quale Priestley è appunto considerato il fondatore e precursore. Proprio questo è messo in luce nella sua opera: Hartley's Theory of Human Mind on the Principles of the Association of Ideas (La teoria hartleyana dello spirito umano, fondata sui principi dell'associazione delle idee; 1775).

### La maturità
Anche se molto noto negli ambiti accademici e scientifici, non fu mai ben accetto per le sue convinzioni religiose e politiche. A causa delle sue concezioni teologiche eterodosse (fu fautore dell'unitarismo, negò l'ispirazione divina delle sacre scritture, l'Immacolata Concezione e la remissione dei peccati) ebbe termine la sua permanenza presso Lord Shelburne. "In teologia Priestley è un liberale, convinto sostenitore di una lettura razionalistica delle Scritture, le quali, se correttamente interpretate, non possono contraddire i risultati a cui perviene la filosofia naturale". Dal 1770 prese casa a Birmingham, dove fondò un cenacolo privato, la Società della Luna, che contava fra i suoi membri James Watt e Erasmus Darwin, il naturalista nonno di Charles Darwin. Gli anni di Birmingham furono per Priestley i più felici e produttivi della sua vita. Appartengono a questo periodo altri due volumi di esperimenti sulle “arie”: oltre al primo volume pubblicato a Londra nel 1779, pubblicò il secondo volume nel 1781 e il terzo nel 1786 di “Experiments and observation relating to various brakes of natural philosophy; with a continuation of the observation on air”.
Fatto segno dell'avversione del Governo e della Chiesa ufficiale fu oggetto ad una vera e propria persecuzione per le sue idee progressiste repubblicane (per l'appoggio alla Rivoluzione francese fu nominato “cittadino” dall'Assemblea Nazionale Francese e membro della Assemblee Nationale) e religiose. Dopo la distruzione della sua casa e del suo laboratorio (1791), su invito della Democratic Society di New York, nel 1794 si trasferì nella Contea di Northumberland, Stati Uniti. Accolto con onori, sotto la protezione di Thomas Jefferson, si ritirò in una fattoria dove visse fino alla morte il 6 febbraio 1804. Ricevette sepoltura nel Riverview Cemetery di Northumberland, Pennsylvania.

## Gli studi

### Studi chimici
"Priestley ha dato un apporto tale alla conoscenza della chimica da farlo annoverare fra i maggiori chimici di tutti i tempi."
Pubblicò nel 1767 "Storia e Stato attuale dell'elettricità" e l'opera gli procurò la nomina a membro della Royal Society. In quell'anno si stabilì a Leeds dove cominciò le sue ricerche chimiche.

#### Le scoperte
Nel 1772 fu nominato membro dell'Accademia francese delle scienze. Dal 1773 al 1780 fece il bibliotecario e compagno di studi di lord Shelburne, abbandonando ogni carriera ecclesiastica. In questo periodo di intensa e fruttuosa attività sperimentale scoprì l'ossido di azoto, l'anidride solforosa, l'acido cloridrico e l'ammoniaca e soprattutto l'ossigeno nel 1774, che ottenne riscaldando l'ossido rosso di mercurio. Priestley per i suoi studi sui gas era solito usare una campana di vetro con cui svolgeva molti esperimenti. Ad esempio, dopo essersi procurato una bacinella contenente acqua, posizionava sopra questa la campana con all'interno una pianta e un topolino, o solo un topolino. Così facendo notava che quando il topolino era l'unico essere all'interno della campana questo moriva molto prima rispetto a quando vi era anche la pianta. Questo indusse Priestley a formulare la seguente teoria: la pianta produceva una sostanza che allungava la vita al topolino. Successivamente questa sostanza venne definita Ossigeno e la parola stessa contiene la parola geno il cui significato è generare.
In questa scoperta fu preceduto da Carl Scheele che però non rese pubblici i suoi risultati. La scoperta di alcuni gas fu resa possibile da una nuova tecnica sperimentale ideata da Priestley stesso e consistente nel raccogliere i gas su mercurio anziché su acqua, nella quale gas come l'acido cloridrico e l'ammoniaca si sciolgono sfuggendo all'osservazione. Dalle sue scoperte intorno all'acqua gassata derivano i moderni soft drink.
I risultati degli studi sui gas li raccolse in Experiments and Observations on different Kinds of Air e “Disquisitions relating to matter and spirit" (Esperimenti e osservazioni sulle diverse specie di aria; 1774-1786).

#### La teoria del flogisto
Aderì alla teoria del flogisto o “principio di infiammabilità” secondo cui il flogisto è responsabile di tutti i processi di combustione, calcinazione, respirazione e formazione degli acidi nonché dell'odore, colore e sapore dei corpi. La ricerca estenuante che svolse per cercare di dimostrare questa teoria occupò molti anni della sua vita, e continuò a difenderla dalle critiche del resto della comunità scientifica fino alla morte.

### Studi sull'elettricità
Nel 1762 cominciò ad interessarsi vivamente di questioni scientifiche; la conoscenza di Benjamin Franklin, avvenuta durante un viaggio a Londra, lo indusse ad interessarsi all'elettricità, compilando una storia degli studi sui fenomeni elettrici.
Intuì per primo la legge di Coulomb e conducendo numerosi studi sulla conducibiltà dei materiali arrivò alla conclusione che non solo i metalli e l'acqua conducono la corrente ma che esiste anche una relazione tra effetti elettrici e reazioni chimiche, cosa che porterà Alessandro Volta agli studi di elettrochimica.
Intuì la necessità di dare una misura alla resistenza elettrica proponendo un metodo per misurare l'impedenza che allora non si distingueva dalla resistenza.
Ipotizzò che la forza di attrazione fra due corpi fosse inversamente proporzionali al quadrato della loro distanza.

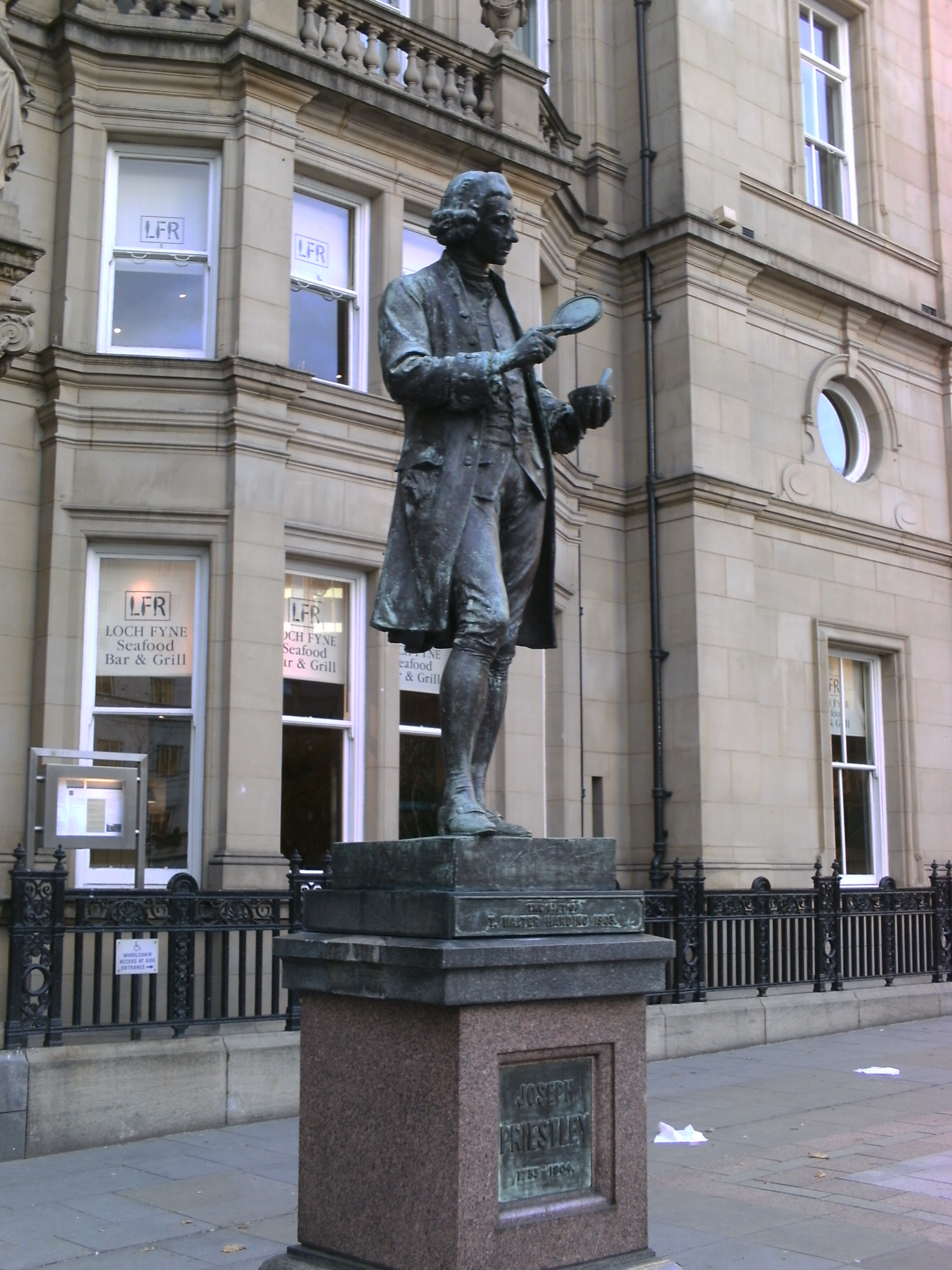
La statua di Joseph Priestley a Leeds

## Importanza e modernità
In politica, in teologia e nelle scienze Priestley ebbe sempre il coraggio di andare controcorrente. Non esitò a sfidare l'opinione pubblica, rivendicando orgogliosamente la propria indipendenza critica dalla tradizione.
Egli abbracciò, per usare le sue parole “il lato eterodosso in ogni questione”.
Studioso ed insegnante per tutta la vita, Priestley si dedicò all'educazione dei giovani portando notevoli contributi alla pedagogia.
Convinto sostenitore del progresso riteneva che l'umanità dovesse migliorare grazie ad esso.
Sosteneva che la formazione dei giovani (interessò anche le donne) dovesse tener conto delle loro esigenze future e propose quindi materie di studio innovative (es. delle lingue moderne, della storia moderna, della legge e della costituzione inglese).
Priestley non prese mai parte alla vita politica, tuttavia parteggiò per i coloni americani nella loro guerra d'indipendenza e fu addirittura nominato “cittadino” per il contributo dato in difesa delle idee della Rivoluzione francese.
Ferreo sostenitore della tolleranza religiosa, si fece portavoce dei diritti dei cittadini inglesi dissidenti dopo che il parlamento inglese aveva varato una serie di provvedimenti (Tests and Corporation Acts) per limitare i diritti civili dei dissidenti religiosi (come ad esempio rivestire cariche pubbliche, servire nelle forze armate, etc..)
In “Essay on first principles of government” 1768, afferma la necessità di limitare l'ingerenza dello stato sulla libertà individuale, affermando la separazione fra sfera privata e sfera pubblica.
Priestley sostenne che lo scopo principale dello stato fosse quello di promuovere il bene e la felicità degli uomini.
Fu a seguito di queste affermazioni che Thomas Jefferson, suo amico, fece sì che il perseguimento della felicità fosse sancito dalla Costituzione Americana tra i diritti imprescindibili dei cittadini.

## Opere principali

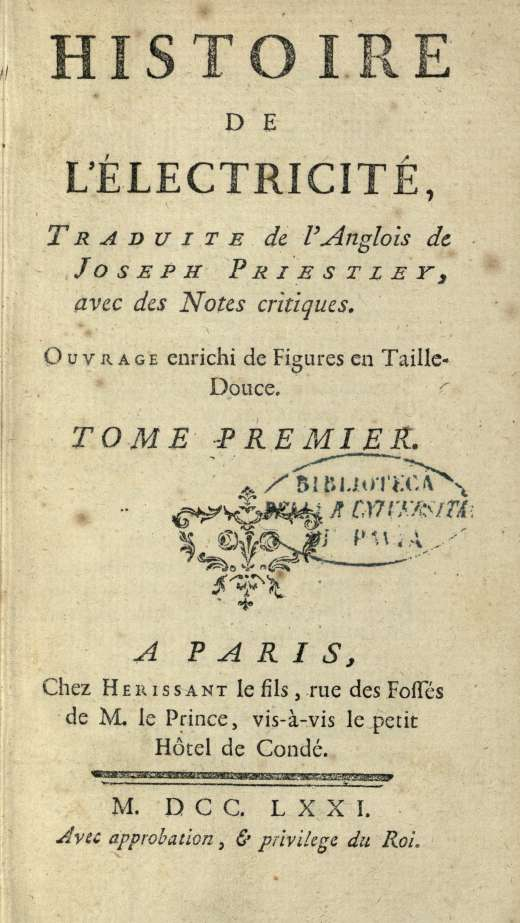
Histoire de l'électricité, 1771

Joseph Priestley scrisse più di 150 opere. Di seguito vengono riportate le principali:
- The Rudiments of English Grammar (1761)
- A Chart of Biography (1765)
- Essay on a Course of Liberal Education for Civil and Active Life (1765)
- The History and Present State of Electricity (1767)
- Essay on the First Principles of Government (1768)
- A New Chart of History (1769)
- (EN) History and present state of electricity, London, James Dodsley, 1769.
- (FR) History and present state of electricity, vol. 1, Paris, Jean-Thomas Hérissant (2.), 1771.
- (FR) History and present state of electricity, vol. 2, Paris, Jean-Thomas Hérissant (2.), 1771.
- (FR) History and present state of electricity, vol. 3, Paris, Jean-Thomas Hérissant (2.), 1771.
- (EN) Observations on different kinds of air, London, William Bowyer & John Nichols, 1772.
- (DE) History and present state of discoveries relating to vision, light, and colours, Leipzig, Johann Friedrich Junius, 1775.
- (EN) Experiments and observations on different kinds of air and other branches of natural philosophy connected with the subject, vol. 1, Birmingham, Thomas Pearson, 1790.
- (EN) Experiments and observations on different kinds of air and other branches of natural philosophy connected with the subject, vol. 2, Birmingham, Thomas Pearson, 1790.
- (EN) Experiments and observations on different kinds of air and other branches of natural philosophy connected with the subject, vol. 3, Birmingham, Thomas Pearson, 1790.
- Institutes of Natural and Revealed Religion (1772–74)
- Experiments and Observations on Different Kinds of Air (1774–77)
- Disquisitions relating to Matter and Spirit (1777)
- The Doctrine of Philosophical Necessity Illustrated (1777)
- Letters to a Philosophical Unbeliever (1780)
- An History of the Corruptions of Christianity (1782)
- Lectures on History and General Policy (1788)
- Theological Repository (1770–73, 1784–88)